# Działko GSz-6-23
GSz-6-23 (ros. ГШ-6-23, skrót od nazwisk konstruktorów Griaziew-Szypunow) – sześciolufowe działko automatyczne systemu Gatlinga kalibru 23 mm.

## Historia
Działko zostało skonstruowane w Związku Radzieckim jako pokładowe uzbrojenie strzeleckie samolotów Su-24 i MiG-31, wprowadzone do uzbrojenia pod oznaczeniem 9-A-768. Obecnie jest produkowane przez zakłady Iżmasz w Iżewsku.
Działko GSz-6-23 różni się od amerykańskich wielolufowych działek automatycznych tym, że jest napędzane i przeładowywane energią gazów prochowych, a nie hydraulicznymi, elektrycznymi czy pneumatycznymi systemami napędowymi. Bardzo złożone problemy natury technicznej utrudniają zaprojektowanie dobrego działka obrotowego napędzanego gazami prochowymi, zwłaszcza o tak dużej szybkostrzelności, jednak korzyści jakie daje takie rozwiązanie powodują, że podejmowane są próby budowania broni tego typu. Działko takie nie obciąża systemów elektrycznych samolotu, oraz znacznie szybciej rozpędza się do prędkości obrotowej umożliwiającej uzyskanie nominalnej szybkostrzelności. Własność ta jest bardzo ważna podczas walk powietrznych, gdzie często ważny jest czas reakcji uzbrojenia od momentu naciśnięcia spustu do jego zadziałania.
GSz-6-23 jest zasilany amunicją AM-23 (23 × 115) w taśmach lub przy pomocy systemu beztaśmowego. Inicjowanie ładunku wybuchowego odbywa się elektrycznie, a 10 specjalnych ładunków umożliwia przeładowanie broni w przypadku zacięcia lub niewypału amunicji.
Działko to charakteryzuje się bardzo wysoką szybkostrzelnością w granicach od 9000 do 10000 strzałów na minutę, co jest o 30% większą wartością od najszybszego działka amerykańskiego M61 Vulcan. Ponadto rosyjskie pociski posiadają znacznie większą siłę niszczącą mimo względnie niższej prędkości wylotowej. Największym ograniczeniem działka GSz-6-23 jest konieczność kontrolowania długości serii ze względu na mały zapas amunicji, co widać na przykładzie samolotu MiG-31, który cały zasób 260 sztuk może zużyć w ciągu zaledwie 3 sekund.
GSz-6-23 stanowi uzbrojenie pokładowe dwóch samolotów rosyjskich szturmowego Su-24 i myśliwca przechwytującego MiG-31. Występuje również w wersji zainstalowanej w zasobniku podwieszanym SPPU-6, który posiada możliwość zmiany kąta zespołu luf o 45° w dół lub na boki.